# Islam og kvinder
De erfaringer muslimske kvinder har (arabisk: مسلمات Muslimāt, ental مسلمة Muslima) varierer meget inden for og mellem forskellige samfund. På samme tid er deres tilslutning til islam en fælles faktor, der påvirker deres liv i varierende grad og giver dem en fælles identitet, som kan tjene til at bygge bro over de store kulturelle, sociale og økonomiske forskelle mellem dem.
Blandt de påvirkninger, som har spillet en vigtig rolle i definitionen af den sociale, åndelige og kosmologiske status for kvinder i løbet af den islamiske historie, er islams hellige skrift, Koranen; haditherne, der er traditioner der vedrører islams profet Muḥammads gerninger og aforismer ; ijmā', som er en konsensus, udtrykt eller stiltiende, på et spørgsmål om loven; qiyās, det princip, hvorefter lovgivningen i Koranen og sunnah eller profetiske skikke anvendes til situationer, der ikke udtrykkeligt er dækket af disse to kilder af lovgivning; og fatwaer, ikke-bindende offentliggjort udtalelser eller afgørelser vedrørende religiøs doktrin eller retsspørgsmål. Yderligere påvirkninger omfatter præ-islamiske kulturelle traditioner; verdslige love, som er fuldt ud accepteret i islam, så længe de ikke er i direkte modstrid med islamiske leveregler; religiøse myndigheder, herunder regeringskontrollerede myndigheder såsom det Indonesiske Ulema-Råd og Tyrkiets Diyanet; og spirituelle lærere, som er særligt fremtrædende i islamisk mystik eller sufisme. Mange af de sidstnævnte – herunder måske mest berømt, Ibn al-'Arabī – har selv produceret tekster, der har belyst den metafysiske symbolik af det feminine princip i Islam.
Der er en betydelig variation med hensyn til, hvordan de ovennævnte kilder er fortolket af omtodokse muslimer, både sunnitter og shiitter, og ideologiske fundamentalister, især dem, der er tilhængere af wahhabismen eller salafismen. I særdeleshed har wahhabister og salafister en tendens til at afvise mystik og teologi direkte; dette har vidtrækkende konsekvenser for den måde, kvinder opfattes på indenfor disse ideologiske sekter. Omvendt har både de etablerede teologiske skoler og sufismen i hvert fald en vis indflydelse indenfor islamisk ortodoksi.